# Commandement terre pour les opérations aéroterrestres en Europe
Le Commandement terre pour les opérations aéroterrestres en Europe, également appelé Commandement Terre Europe (CTE), est un état-major de niveau opératif de l'armée de terre française, co-localisé à Lille au sein du CFOT.

## Présentation
Placé sous les ordres du général commandant la Force et les opérations terrestres de l’armée de Terre (CFOT), le CTE dispose de prérogatives similaires à celles de ses homologues de milieu tels que CECMED, CECLANT et le CDAOA. Le CTE se place ainsi comme le nouvel interlocuteur privilégié de l’OTAN, de l’Union Européenne et des pays alliés pour une partie des opérations et activités à dominante terrestre en Europe, notamment dans leur volet logistique.
Par délégation du chef d'état-major des armées, le CTE exerce  le contrôle opérationnel de certaines unités de l'armée de terre déployées en Europe. En dehors des contributions aux Battlegroup de l’OTAN sur le flanc Est (mission Lynx et mission Aigle), le CTE est garant de la cohérence de l’emploi des forces terrestres françaises dans les activités interalliées ou en coalition. Le CTE est également impliqué dans la planification et le déploiement des unités françaises dans sa zone de responsabilité. Cet état-major a atteint sa pleine capacité opérationnelle au printemps 2024.

## Opérations sous sa responsabilité

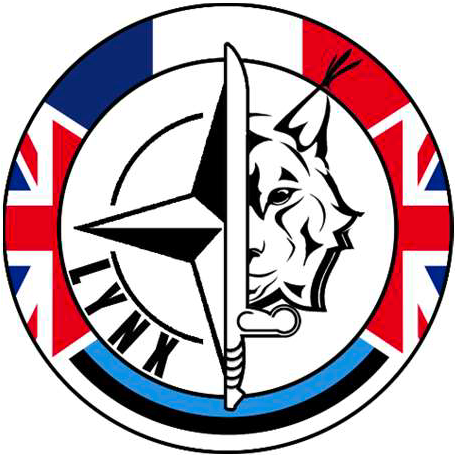
Insigne de la Mission Lynx.

- Insigne de la Mission Lynx. La mission Lynx (2017 - présent), contribution de la France au Plan d'action « réactivité » de l'OTAN (eFP), est constituée d’un sous-groupement tactique interarmes (SGTIA), déployé en Estonie au sein d'un bataillon multinational composé avec le Royaume-Uni. Insigne de la Mission Aigle.

Insigne de la Mission Aigle.

- La mission Aigle (2022 - présent) constitue la contribution de la France à la Force de réaction de l'OTAN déployée préventivement en réponse à l'invasion de l'Ukraine par la Russie en 2022 sur la base de Cincu, en Roumanie.